# Septennat
Nella storia dell'Impero Tedesco, il Septennat (dal lat. septem = "sette“ e annus = "anno“: un periodo di sette anni) fu un compromesso tra il Cancelliere del Reich Otto von Bismarck ed il Reichstag sul finanziamento delle spese militari.
Dopo la fine del conflitto costituzionale prussiano, la questione del bilancio militare rimase un potenziale punto di conflitto tra governo e parlamento. Nel 1867, il Reichstag della Confederazione Tedesca del Nord approvò un bilancio di quattro anni (c.d. Pauschquantum). Dopo la sua scadenza e la fondazione dell'Impero nel 1871, la disciplina fu prorogata per altri tre anni.
Originariamente Albrecht von Roon, sostenuto solo in minima parte da Bismarck nel 1874, chiese con il cosiddetto Aeternat (da latino aeternum = "eterno") che il Reichstag approvasse le spese militari senza limiti di tempo. Ciò avrebbe comportato una grave restrizione della legge di bilancio in una sua posta principale, in quanto rappresentava il 70-75% del bilancio totale. In quel periodo, nel Reichstag i partiti liberali avevano una maggioranza assoluta di 204 deputati su 397 ed il Partito del Progresso e la sinistra del Partito Nazionale Liberale si prepararono ad una dura lotta per l'approvazione annuale del bilancio militare.
L'ala destra dei nazional-liberali, tuttavia, rimase con il governo, così, per evitare la disgregazione del partito, fu proposto un compromesso: il Septennat. Bismarck, per evitare un lungo conflitto come quello costituzionale tra il 1861 e il 1866, acconsentì. Il bilancio della difesa sarebbe stato rinnovato ogni sette anni. Nel 1880 Bismarck fu in grado di ottenerne rapidamente l'approvazione grazie alla svolta conservatrice, dovuta all'alleanza tra i partiti contro la Socialdemocrazia (leggi antisocialiste del 1878), ovvero il nuovo "nemico del Reich".
Nel 1887 Bismarck invocò un "pericolo di guerra" e così riuscì a far passare nuovamente il Septennat, benché con crescente difficoltà. Il 14 gennaio 1887, infatti, Franz August Schenk von Stauffenberg del Partito Liberale Tedesco, all'opposizione, presentò una mozione al Reichstag per concedere la forza militare desiderata dal governo per tre anni e non più per sette. La proposta di Stauffenberg fu approvata con 186 voti favorevoli e 154 contrari. Prima dell'entrata in vigore della legge, però, Bismarck riuscì a far sciogliere il Reichstag e fece indire nuove elezioni per il dicembre dello stesso anno. Queste nuove elezioni furono precedute dal tentativo di omicidio del popolare imperatore Guglielmo I. Le elezioni furono vinte da Bismarck e quindi dalla coalizione conservatrice, sostenuta anche dall'Imperatore. Solo sotto il cancelliere Leo von Caprivis, dal 1893 in poi, il periodo fu ridotto a cinque anni (Quinquennat) analogamente ai periodi legislativi.
La risposta del parlamento al Septennat formalmente fu in linea con la legge di bilancio del Reichstag, ma segnò la fine degli sforzi dei parlamentaristi per ottenere il completo diritto di approvazione, anche nel settore della difesa, ed il rafforzamento de facto del primato dell'esecutivo, come auspicato dall'Imperatore e richiesto da Bismarck, sul potere legislativo, oltre che l'acquisizione di un ruolo speciale dei militari nell'Impero.
Il braccio di ferro su un vero e proprio parlamentarismo, come quello britannico, era così terminato per il restante periodo della cancelleria di Bismarck.